# Vitalij Kuzněcov (judista)
Vitalij Jakovlevič Kuzněcov (16. února 1941, Novoje Mazino – 12. října 2011, Moskva) byl sovětský zápasník–judista ruské národnosti.

## Sportovní kariéra
Pochází z malé tatarstánské obce Novoje Mazino. Začínal s místní variantou středoasijského zápasu kuraš. Během základní vojenské služby na přelomu padesátých a šedesátých let se seznámil se sambem a v zápasu sambo se stal několikanásobným mistrem Sovětského svazu a dvojnásobným mistrem světa. Koncem šedesátých let se začal prosazovat v příbuzném novém olympijském sportu judo. V sovětské judistické reprezentaci se pohyboval od konce šedesátých let.
V roce 1972 vybojoval nominaci na olympijské hry v Mnichově v tehdy ještě olympijské kategorii bez rozdílu vah. Ve čtvrtfinále porazil na praporky (hantei) olympijského vítěz z těžké váhy Wima Rusku z Nizozemska a nakonec postoupil do finálového kola. V prvním zápase finálového kola porazil na ippon Angela Parisiho ze Spojeného království a ve finále olympijského turnaje narazil opět na Wima Ruska, který se do finále probojoval přes opravy. Finálový zápas měl podobný průběh jako čtvrtfinále. Favorita dobře bránil tím, že ho nepouštěl do úchopu. V polovině zápasu však chyboval, neustál Ruskův pravý výpad o-osoto-gari bez úchopu a nechal se chytit do osae-komi (držení). Získal stříbrnou olympijskou medaili.
Po olympijských hrách v Mnichově se přestal v reprezentačním výběru prosazovat. Vrátil se v roce 1978 s novým reprezentačním trenérem sovětské sborné Borisem Miščenkem. V roce 1980 startoval v 39 letech na domácích olympijských hrách v Moskvě, kde vypadl v úvodním kole s Jugoslávcem Radomirem Kovačevićem. Sportovní kariéru ukončil v roce 1982 po zisku druhého titulu mistra světa v zápasu sambo. Po skončení sportovní kariéry pracoval krátce jako trenér. Po rozpadu Sovětského svazu v roce 1991 v Moskvě taxikařil. Zemřel v roce 2011.

## Výsledky

### Váhové kategorie
| Turnaj             | 1969       | 1970       | 1971       | 1972       | 1973       | 1974       | 1975       | 1976       | 1977       | 1978       | 1979       | 1980       |
| Turnaj             | 28         | 29         | 30         | 31         | 32         | 33         | 34         | 35         | 36         | 37         | 38         | 39         |
| Turnaj             | těžká váha | těžká váha | těžká váha | těžká váha | těžká váha | těžká váha | těžká váha | těžká váha | těžká váha | těžká váha | těžká váha | těžká váha |
| ------------------ | ---------- | ---------- | ---------- | ---------- | ---------- | ---------- | ---------- | ---------- | ---------- | ---------- | ---------- | ---------- |
| Olympijské hry     |            |            |            | —          |            |            |            | —          |            |            |            | úč.        |
| Mistrovství světa  | —          |            | —          |            | —          |            | —          |            |            |            | —          |            |
| Mistrovství Evropy | 3.         | ?          | —          | 3.         | —          | ?          | —          | —          | —          | —          | 2.         | —          |

### Bez rozdílu vah
| Turnaj             | 1969 | 1970 | 1971 | 1972 | 1973 | 1974 | 1975 | 1976 | 1977 | 1978 | 1979 | 1980 |
| Turnaj             | 28   | 29   | 30   | 31   | 32   | 33   | 34   | 35   | 36   | 37   | 38   | 39   |
| ------------------ | ---- | ---- | ---- | ---- | ---- | ---- | ---- | ---- | ---- | ---- | ---- | ---- |
| Olympijské hry     |      |      |      | 3.   |      |      |      | —    |      |      |      | —    |
| Mistrovství světa  | —    |      | 2.   |      | úč.  |      | —    |      |      |      | 2.   |      |
| Mistrovství Evropy | —    | ?    | 1.   | ?    | —    | —    | —    | —    | —    | —    | —    | —    |